# Артыков, Абдулла
Абдулла Артыков (узб. Абдулла Ортиқов) — советский колхозник, Герой Социалистического Труда.

## Биография
Родился в 1911 году в кишлаке Зангиата. Член КПСС с 1939 года.
В 1928—1967 гг. — колхозник, поливальщик, бригадир, председатель колхоза «Ленинизм» Янги-Юльского района Ташкентской области.
Указом Президиума Верховного Совета СССР от 11 января 1957 года присвоено звание Героя Социалистического Труда с вручением ордена Ленина и золотой медали «Серп и Молот».
Избирался депутатом Верховного Совета Узбекской ССР 3-го, 4-го, 5-го созывов.
Делегат XXIII съезда КПСС.
Умер в кишлаке Зангиата в 1967 году.

## Награды
- Герой Социалистического Труда (07.03.1967)
- 2 ордена Ленина (16.01.1950,[1] 07.03.1967)
- 2 ордена Трудового Красного Знамени
- ордена «Знак Почёта»